# Pablo Solari
Pablo César Solari Ferreyra (* 22. März 2001 in Arizona) ist ein argentinischer Fußballspieler.

## Karriere

### Verein
Im August 2020 wechselte Solari von der zweiten Mannschaft von CA Talleres fest in deren erste. Bereits im November 2020 wurde er auf Leihbasis zu Colo-Colo nach Chile verliehen. Dort bekam er erste Einsätze in der Liga und in der Copa Libertadores. Nach dem Ende der Leihe wechselte er Anfang 2022 fest zu dem chilenischen Klub und kam in den folgenden Monaten einige Male in der Copa Sudamericana zum Einsatz. In seiner Zeit bei Colo-Colo gewann er jeweils einmal die Meisterschaft, den Superpokal sowie den nationalen Pokal. Im Juli 2022 wurde er von River Plate verpflichtet, wodurch er in sein Heimatland zurückkehrte. In der Saison 2023 wurde er mit River Plate Meister.
Seit Februar 2025 steht er in Russland bei Spartak Moskau unter Vertrag.

### Nationalmannschaft
Nachdem Solari mit der argentinischen U20 ein paar Freundschaftsspiele bestritten hatte, wurde er im Oktober 2023 erstmals für die U23 für die Vorbereitung vor dem Qualifikationsturnier für Olympia nominiert. Dort kam er in mehreren Freundschaftsspielen zum Einsatz. Bei dem Turnier selbst war er auch in jeder Partie seiner Mannschaft aktiv, erzielte ein Tor und gab eine Vorlage. Am Ende landete er mit seinem Team auf dem zweiten Platz der Endgruppe und qualifizierte sich so für die Olympischen Sommerspiele in Paris.